# Christophore Cosandey
Christophore Cosandey (* 6. Dezember 1818 in St. Silvester; † 1. Oktober 1882 in Freiburg) war ein Schweizer römisch-katholischer Geistlicher und Bischof von Lausanne.

## Leben
Christophore Cosandey war der Sohn des Landwirts Jacques Cosandey und dessen Ehefrau Catherine, geb. Zosso. Er studierte 1832–1835 am Kollegium St. Michael in Freiburg und 1835–1843 am Collegium Germanicum in Rom, wo er 1838 zum Doktor der Philosophie und 1842 zum Dr. theol. promoviert wurde. Die Priesterweihe empfing er am 18. Dezember 1841. Er war zunächst Koadjutor, ab 1843 dann Domherr am Stift St. Niklaus in Freiburg. Von 1858 bis 1879 unterrichtete er als Superior des Priesterseminars Pastoraltheologie, Exegese, Moraltheologie und Kirchenrecht. Während des Ersten Vatikanischen Konzils war er Konsultor der disziplinarischen Kommission.
Mit Unterstützung des Freiburger Regierungschefs Louis de Weck-Reynold und der konservativen Mehrheit des Klerus wurde Christophore Cosandey am 19. Dezember 1879 zum Bischof von Lausanne ernannt. Die Bischofsweihe spendete ihm am 15. Februar 1880 Edward Henry Kardinal Howard of Norfolk in Rom; Mitkonsekratoren waren der Bischof von Basel, Eugène Lachat CPPS, und William Joseph Hugh Clifford, Bischof von Clifton.
Während seines kurzen Episkopats strebte Christophore Cosandey zwar danach, die Einheit innerhalb des Klerus wiederherzustellen, stärkte jedoch im Wesentlichen den konservativen ultramontanen Flügel.